# Agis I.
Agis I. (starořecky Ἆγις) byl králem Sparty z královského rodu Eurypontovců asi v letech 930?–900? př. n. l. Jeho spolukrálem z královského rodu Eurypontovců byl Eurypón.
Dávné dějiny období vlády krále Agida (přibližně konec desátého století př. n. l.) jsou zakryty závojem času a označují se jako temné období. Informace o této době zapsané antickými historiky až po dlouhém časovém odstupu jsou novověkými autory většinou považovány už jen za mýty. Mýty však mohou být i ozvěnami historických událostí z dávnověké minulosti.

## Vláda ve Spartě
Nejstarší záznam o králi Agidovi se objevuje v díle dějepisce Hérodota žijícího v pátém století př. n. l. Píše o něm, že byl synem Euryshtena, zakladatele rodu Agiovců, a jeho nástupcem se stal syn Echestratos. Podle Apollodóra vládl Agis 31 let. Ve spise Excerpta Latina Barbari se ale uvádí, že vládl jen dva roky. Strabón ve své Geografii napsal, že Agis během svého panování omezil práva perioiků, tuto informaci čerpal z díla historika Efora.
Perioikové („okolní obyvatelé“) byli původním, většinou achájským obyvatelstvem, které se po vpádu Dórů, předchůdců Sparťanů, vzdalo zřejmě bez ozbrojeného odporu. Dórové jim za to ponechali svobodu a různá občanská práva s výjimkou politických. Strabón dále píše, že těchto opatření krále Agida uposlechli v Lakónii všechna města kromě města Helos, které se vzbouřilo. Sparťané proto Helos dobyli a obyvatelstvo uvrhli do otroctví. Pausaniás vzpouru města klade až do období vlády krále Alkamena, je však možné, že se město v té době vzbouřilo podruhé. Za Agidovy vlády, jak píše opět Pausaniás, Sparťané založili dvě kolonie: Patry na severu Acháje a další v kraji Aeolidě na severozápadním egejském pobřeží Anatolie.

## Smrt
Polyainos ve svém díle Strategemata z 2. poloviny druhého století našeho letopočtu uvedl, že Agis zemřel násilnou smrtí. Jeho vrazi uprchli do Arkádie, a proto tam Agidův spolukrál Eurypón podnikl vojenskou výpravu k jejich dopadení.